# نایف عیسی الظفیری
نایف عیسی الظفیری (انگلیسی: Naif Eisa؛ زادهٔ ۲۵ فوریهٔ ۱۹۸۲) یک ورزشکار اهل عربستان سعودی است.